# Degussa Bank
Die Degussa Bank AG war eine deutsche Universalbank mit Sitz in Frankfurt am Main und war vom 30. April 2024 bis 31. August 2024 eine Tochtergesellschaft der Oldenburgische Landesbank. Das Kreditinstitut verfügte über 53 Filialen in Deutschland an Unternehmensstandorten sowie in Industrie- und Technologieparks.
Sie wurde zum 1. September 2024 auf die Oldenburgische Landesbank Aktiengesellschaft verschmolzen.

## Struktur
Die Bank war im Privatkunden- und dem Unternehmenskundengeschäft tätig. Die Degussa Bank betrieb auf den Betriebsgeländen der Partnerunternehmen eigene Geldautomaten und war Mitglied im Cashpool. Kunden der Degussa Bank konnten darüber hinaus an allen Geldautomaten der ING-DiBa Geld abheben. Als Partner der Unternehmen, in deren Nähe die Degussa Bank Filialen unterhielt, entwickelte sie für diese eigene Dienstleistungen, zum Beispiel im Bereich des Travel-Managements. Sie war Mitglied des Einlagensicherungsfonds des Bundesverbandes Deutscher Banken. Von 2022 bis 2024 betrieb sie einen digitale Filiale online, in der Kundinnen klassische Bankgeschäfte und Beratung abwickeln können.

## Geschichte
Die Degussa Bank AG hat eine lange Geschichte, die am 28. Januar 1873 mit Gründung der Deutsche Gold- und Silber-Scheide-Anstalt aus der 30 Jahre zuvor vom Frankfurter Münzbeamten Friedrich Ernst Roessler gegründeten Frankfurter Scheideanstalt hervorging.
Mit der Gründung der späteren Roessler AG im Jahre der Reichsgründung 1871 erwarb das Unternehmen auch das Recht zu Bankgeschäften mit gemünzten und ungemünzten Edelmetallen. In den Folgejahren kamen als weitere Tätigkeitsfelder die Produktion und der Handel von Edelmetallprodukten und Chemikalien hinzu. 1936 erfolgte die Anerkennung als Devisenbank. 1947 erhielt das Haus die Zulassung als Außenhandelsbank. 1979 wurde die Degussa Bank mit Hauptsitz in Frankfurt am Main aus der Degussa AG als GmbH ausgegründet. Aus der Abteilung im Konzern wurde somit eine eigenständige Bank. Ab da erfolgte eine starke Expansion im Privatkundengeschäft durch die Hinzunahme vieler Angestellten von Partnerfirmen als Kunden und Einlagengeber. Viele Werktätigen der Firmen hatten dort ihr Gehaltskonto, da es kostenlos geführt wurde. Bis zum Jahr 2000 wuchs die Zahl auf weit über 100 Firmen der Metall-, Chemie- und Elektroindustrie.
Von 2002 bis Ende 2006 gehörte das Institut als Tochtergesellschaft der ING-DiBa zur niederländischen ING Groep.
2006 erwarb eine Investorengruppe um Christian Olearius und Max M. Warburg Jr. die Bank von ING.
An der Degussa Bank waren die Erste Neue Christian Olearius Beteiligungsgesellschaft mbH und die Degussa Poolgesellschaft mbH & Co. KG, beide geschäftsansässig in Hamburg, jeweils mit mehr als 25 % beteiligt.
Christian Olearius und Max M. Warburg Jr. besaßen außer der Degussa Bank die Mehrheit der Hamburger Privatbank M.M. Warburg.
Im Jahre 2014 wechselte die Degussa Bank ihre Rechtsform in eine AG.
Im März 2020 wurde die M. M. Warburg & CO verurteilt, wegen Cum-Ex-Geschäften 176 Millionen Euro an Kapitalertragsteuer zurückzuzahlen. Im April 2020 forderte auch die Freie und Hansestadt Hamburg 160 Millionen Euro zurück. Olearius und Warburg sagten zu, für Risiken aus Cum-Ex-Geschäften geradezustehen. Dazu veräußerten sie die Degussa Bank im September 2022 an die Oldenburgische Landesbank (OLB), die im Eigentum der Finanzinvestoren Apollo, Grovepoint und des Lehrer-Pensions-Systems von Texas steht und im Hinblick auf einen geplanten Börsengang zuvor bereits mehrere andere Banken übernommen hatten. Im Zuge des Verkaufs wurden Versäumnisse des Managements und des Betriebsrates der Degussa Bank im Bezug auf Betriebsrenten der Mitarbeiter offenbar, die Ausgleichszahlungen in 2-stelliger Millionenhöhe erfordern.
Zum Konzern gehörten die Tochterunternehmen Prinas Montan GmbH Versicherungsvermittler, die im August 2022 verkauft wurde, Mivo Mitarbeitervorteile.de GmbH (im Juli 2023 verkauft) und Industria Wohnen GmbH, die im Dezember 2021 verkauft wurde.
Zum 30. April 2024 wurde die OLB neue Eigentümerin der Degussa Bank AG. Die OLB teilte ihre Absicht mit, die Degussa Bank am 30. August 2024 rückwirkend zum 1. Januar 2024 auf die OLB zu verschmelzen. Dies erfolgte mit Eintragung in das Handelsregister am 30. August 2024 mit Wirkung zum 1. September 2024.